# Curlew (Washington)
Pour les articles homonymes, voir Curlew.
Curlew  est une census-designated place américaine de l'État de Washington dans le comté de Ferry. 
La population était de 118 habitants en 2010.